# Zielona mozaika ogórka

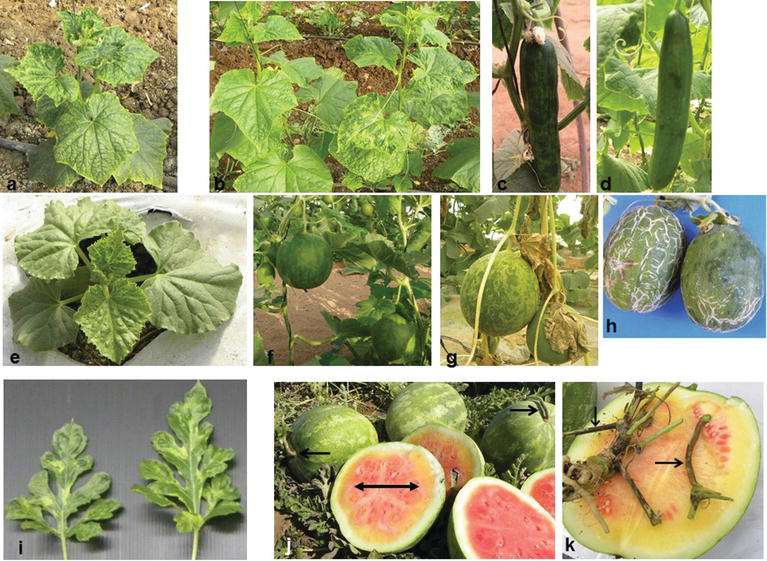
Zielona mozaika ogórka na warzywach dyniowatych

Zielona mozaika ogórka – wirusowa choroba warzyw z rodziny dyniowatych wywołana przez wirusa zielonej mozaiki ogórka (Cucumber green mottle mosaic virus, CGMMV). Jest to choroba z grupy mozaik.

## Objawy i szkodliwość
Znane jest występowanie CGMMV w Ameryce Północnej, Europie, Azji, na Bliskim Wschodzie i w Australii. Wirus ten poraża wszystkie warzywa z rodziny dyniowatych: dynię, ogórka, cukinię, melona, tykwę. Objawy różnią się w zależności od szczepu wirusa, jednak najczęściej obserwowanym objawem jest mozaikowe cętkowanie liści. Inne objawy to zanikanie nerwów na liściach, zniekształcenie liści oraz wewnętrzne przebarwienie owoców i gnicie. W przypadku arbuza objawy zazwyczaj obejmują mozaikowate cętkowanie dojrzałych liści, a porażone rośliny mogą wydawać się wyblakłe i skarłowaciałe ze zmianami na łodydze i szypułce. Objawy mogą również pojawiać się na młodych roślinach, a następnie znikać w miarę dojrzewania rośliny, co utrudnia ich wykrycie. Objawy na owocach mogą obejmować żółknięcie wewnętrznego miąższu i powstawanie struktury przypominającej gąbkę. W cukiniach wirus powoduje powstawanie mozaiki i zielonych pasm na dojrzałych liściach, a porażone rośliny są karłowate. Zainfekowane melony wykazują cętkowanie na powierzchni owoców. Porażone owoce nie nadają się do sprzedaży.
Możliwość przetrwania długiego okresu czasu poza żywicielem oraz wysoka infekcyjność powodują, że jest to groźny wirus. Nawet tylko kilka zainfekowanych roślin w szklarni ogórkowej może ostatecznie doprowadzić do rozprzestrzenienia się CGMMV na całą uprawę. Ponadto infekcja może przenieść się również na uprawę w następnym roku, gdyż wirus może długo przetrwać w glebie i resztkach roślin.

## Epidemiologia
Wirus zielonej mozaiki ogórka poraża nie tylko uprawiane warzywa dyniowate, ale także wiele dziko rosnących roślin, m.in. portulakę, pokrzyk wilczą jagodę, szarłat. Rośliny te również mogą stanowić źródło infekcji tym wurusem. Po infekcji wirus namnaża się i rozprzestrzenia w roślinach systemowo poprzez soki roślinne. Cząsteczki wirusa pozostają żywe w nasionach, zainfekowanym materiale roślinnym i w glebie. W glebie wirus może przetrwać wiele lat. CGMMV jest łatwo przenoszony mechanicznie przez bezpośredni kontakt z rośliną, zanieczyszczone narzędzia, ręce, odzież, maszyny i tace do sadzenia. Może być również przenoszony przez wodę oraz przez pszczoły przenoszące zainfekowany pyłek. Głównym źródłem rozprzestrzeniania się na duże odległości są zakażone nasiona.

## Ochrona
Porażonych roślin nie można wyleczyć. Najważniejsze jest używanie do siewu nasion o znanym wysokim statusie zdrowotnym od renomowanych dostawców. Istnieje test immunodiagnostyczny, który umożliwia sprawdzenie, czy materiał jest wolny od CGMMV. Test jest bardzo prosty i może być łatwo wykonany przez hodowców we własnych szklarniach. Zapobiega się chorobie także poprzez przestrzeganie higieny podczas prac pielęgnacyjnych. Należy dezynfekować narzędzia. Ważne jest regularne monitorowanie uprawy, izolacja i niszczenia zakażonych rośliny lub obszarów z podejrzanymi objawami, aby zapobiec dalszemu rozprzestrzenianiu się choroby. Zaprawianie nasion poprzez ekspozycję termiczną lub środkami chemicznymi pomaga w spowolnieniu przenoszenie wirusa, jednak nie jest w pełni skuteczne w dezaktywacji wirusa.